# Elizabeth Bowes-Lyon
Elizabeth Angela Marguerite Bowes-Lyon (* 4. August 1900 in London; † 30. März 2002 in der Royal Lodge) war die Frau von König Georg VI. und die Mutter von Königin Elisabeth II.

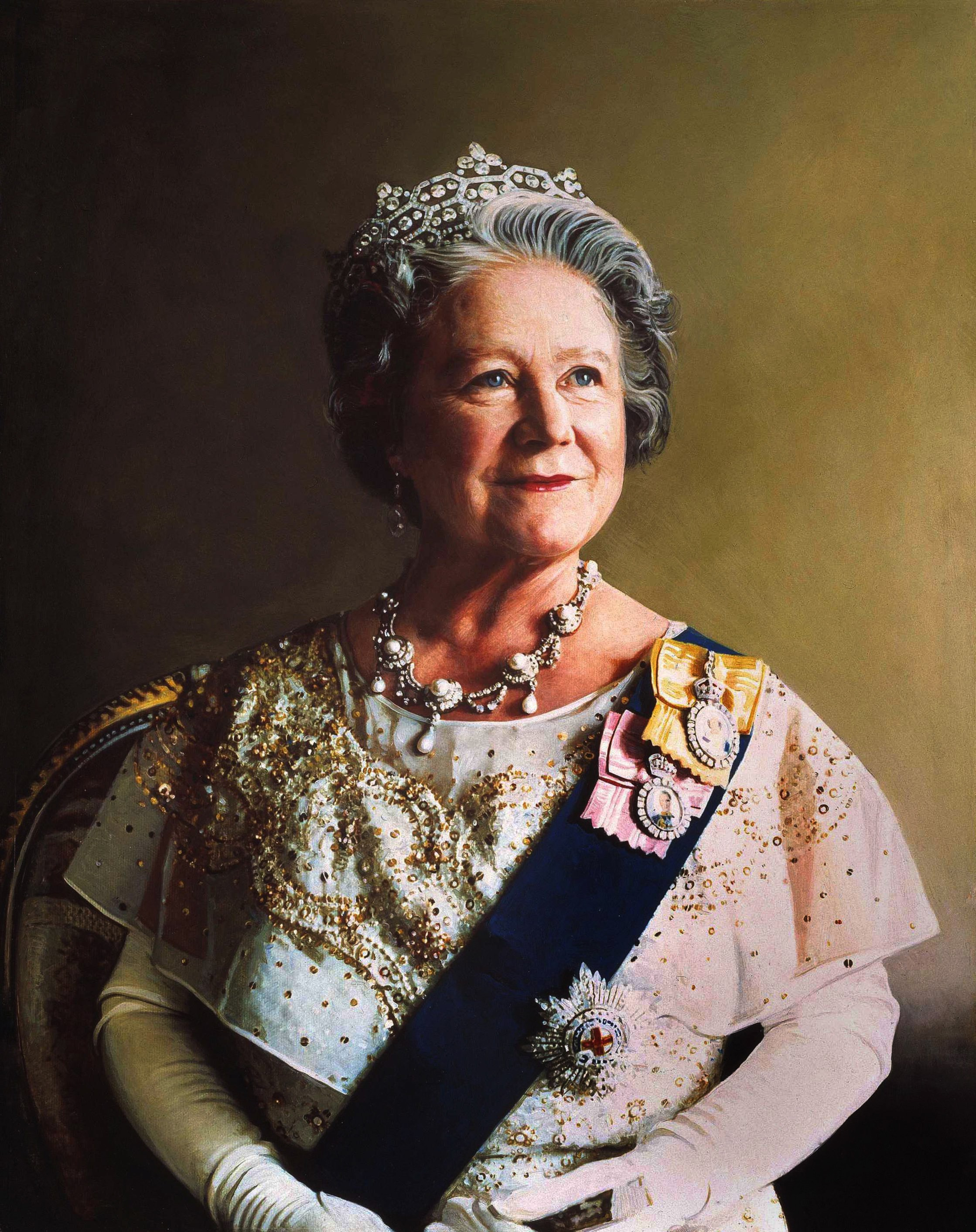
Queen Elizabeth, offizielles Gemälde von Richard Stone, 1986

Aufgrund ihrer Ehe führte sie von 1923 bis 1936 den Höflichkeitstitel Duchess of York, und von 1936 bis 1952 war sie Queen Consort des Vereinigten Königreichs und der Commonwealth Realms. Als solche war sie keine eigenständig regierende Monarchin, war aber als Queen Elizabeth bekannt.
Nach dem Tod ihres Mannes 1952 wurde sie als Queen Elizabeth The Queen Mother bezeichnet (kein offizieller Titel; im Volksmund Queen Mum), um eine Verwechslung einerseits mit ihrer Tochter Königin Elisabeth II. und andererseits mit ihrer damals noch lebenden Schwiegermutter Maria von Teck zu vermeiden. Diese trug seit dem Tod ihres Mannes den Titel Queen Dowager (Königinwitwe), hatte diesen Titel aber nie offiziell angenommen.

## Leben

### Kindheit und Jugend
Lady Elizabeth war das neunte von zehn Kindern von Claude Bowes-Lyon, 14. Earl of Strathmore and Kinghorne und seiner Ehefrau, Cecilia Cavendish-Bentinck, die über weibliche Ahnenlinien vom englischen König Heinrich VII. aus dem Haus Tudor abstammte. Elizabeth wurde auf der Fahrt zum Krankenhaus in einer Pferdekutsche geboren. Sie verbrachte eine glückliche Kindheit zusammen mit ihrem 1902 geborenen Bruder David Bowes-Lyon im Kreise ihrer Familie auf Glamis Castle, dem schottischen Stammsitz der Familie Bowes-Lyon.
Eine Gouvernante deutscher Herkunft lehrte Elizabeth Französisch und Deutsch, was sie schließlich mit zehn Jahren beides fließend sprach. An Elizabeths 14. Geburtstag trat Großbritannien in den Ersten Weltkrieg ein, und Glamis Castle wurde als Lazarett für verwundete britische Soldaten genutzt. Elizabeth betätigte sich als Hilfskrankenschwester. Ihre Familie musste im Ersten Weltkrieg zwei persönliche Verluste hinnehmen – ihr Bruder Fergus Bowes-Lyon fiel 1915 in der Schlacht bei Loos, ein anderer Bruder, Michael Bowes-Lyon, wurde gefangen genommen und kehrte später schwer verwundet zur Familie zurück.

### Heirat in die königliche Familie

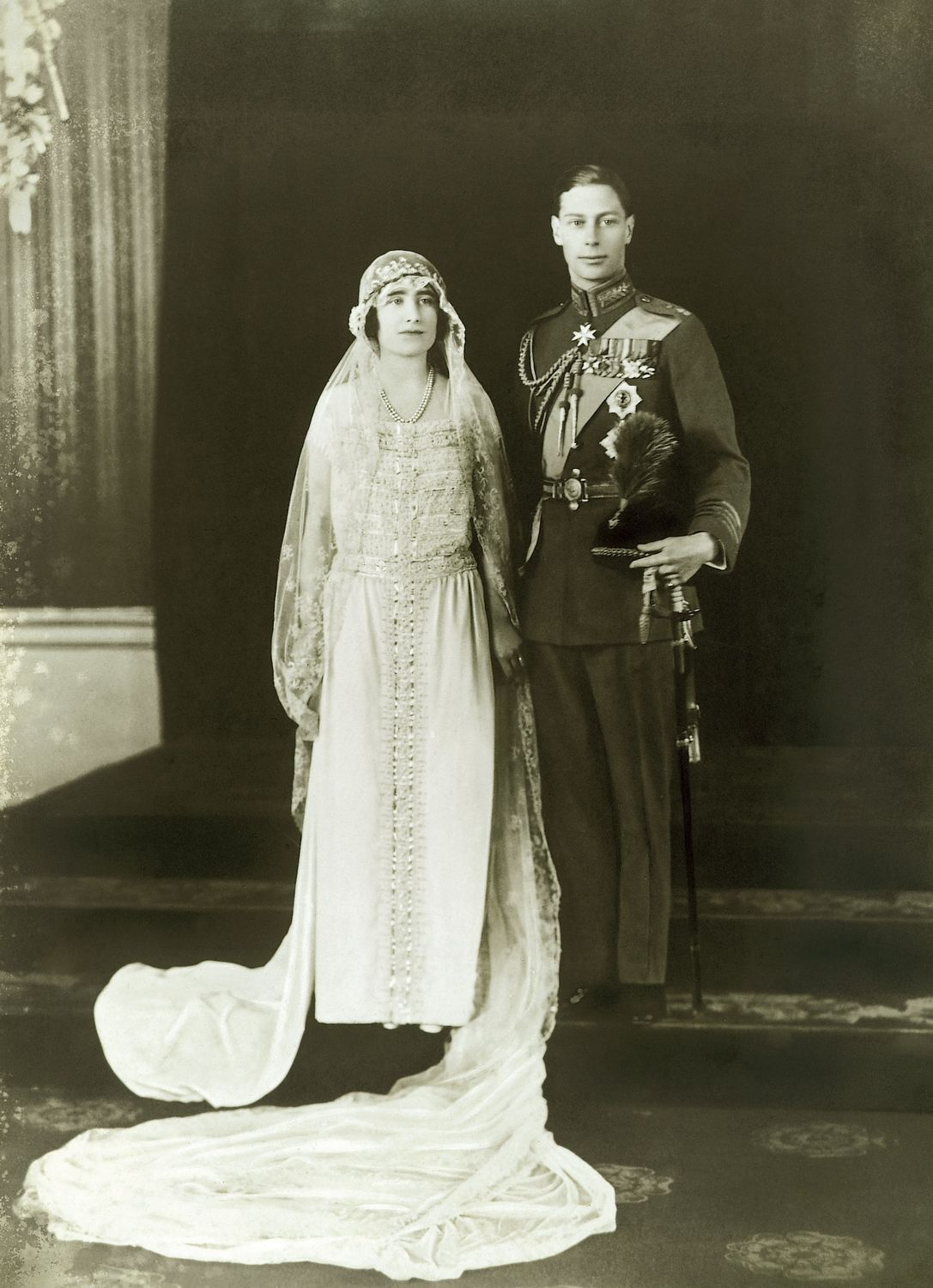
Hochzeitsfoto, 1923

Anfang der 1920er Jahre lernte sie Albert, den zweiten Sohn König Georgs V., kennen, der sich in die als sehr charmant geltende junge Aristokratin verliebte und entschlossen war, sie zu heiraten. Elizabeth jedoch lehnte die ersten beiden seiner Heiratsanträge ab und sagte erst beim dritten Mal zu. Sie verlobten sich am 1. Januar 1923; die Hochzeit fand am 26. April 1923 in der Westminster Abbey statt. Nach der Trauung legte Elizabeth ihren Brautstrauß am Grab des Unbekannten Soldaten im Eingangsbereich der Abtei ab. Albert hatte zuvor von seinem Vater den Titel eines Duke of York erhalten, der traditionell dem zweiten Sohn des britischen Monarchen verliehen wird. Elizabeth erhielt durch die Heirat den Höflichkeitstitel Duchess of York.
Albert war ein sehr scheuer und introvertierter Mensch, der zudem seit seiner Jugend unter einem vor allem bei öffentlichen Auftritten merkbaren Sprechfehler litt. Elizabeth half ihm, dieses Handicap zu überwinden, indem sie ihn mit dem unkonventionellen Sprachtherapeuten Lionel Logue zusammenbrachte, der ihn vor und nach seiner Thronbesteigung betreute (der Kinofilm The King’s Speech, in dem Elizabeth von Helena Bonham Carter dargestellt wurde, befasste sich 2010 mit diesem Thema).
Der Duke und die Duchess of York bekamen zwei Töchter:
- Elisabeth Alexandra Mary (* 21. April 1926; † 8. September 2022), 1952 bis 2022 als Elisabeth II. Königin von Großbritannien und Nordirland, ⚭ 1947 Philip, Duke of Edinburgh
- Prinzessin Margaret Rose, Countess of Snowdon (* 21. August 1930; † 9. Februar 2002), ⚭ 1960–1978 Antony Armstrong-Jones, 1. Earl of Snowdon

Mit dem Regency Act von 1937 erhielt sie als Ehefrau des Königs die Position einer Staatsrätin (englisch Counsellors of State). Dies galt für die Ehegattin des Monarchen und die ersten vier Personen in der Thronfolge. Mit dem Tod ihres Gatten verlor sie diese Position. Als Königinmutter wurde jedoch für sie eine Ausnahme gemacht. Nach dem Regency Act von 1953 wurde ihr erlaubt, wieder Staatsrätin zu werden, obwohl sie weder in der Thronfolge stand noch die Ehegattin des aktuellen Monarchen war. Als Staatsrätin konnte sie bestimmte Amtsgeschäfte und Hoheitsrechte der Königin durchführen, wenn diese im Ausland weilte oder sonst verhindert war (wie zum Beispiel eine kurzfristige Krankheit). Zwei beliebige Staatsräte können den Sitzungen des Privy Council beiwohnen, staatliche Dokumente unterzeichnen oder die Empfehlungsschreiben neuer Botschafter entgegennehmen.

### 1936–1952

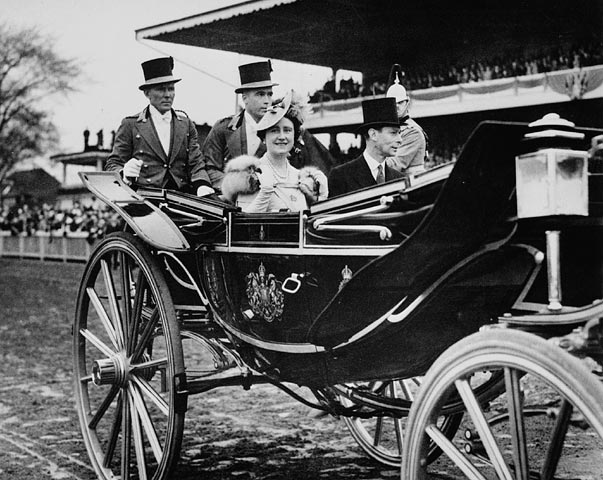
Königin Elizabeth und König Georg VI. während eines Besuchs in Kanada 1939

Im Januar 1936 starb Georg V.; sein ältester Sohn David wurde als Eduard VIII. automatisch König. Durch eine Indiskretion sickerte jedoch durch, dass Edward VIII. eine Affäre mit der bereits zweimal geschiedenen US-Amerikanerin Wallis Simpson hatte. Seine Absicht, sie zu heiraten, beschwor eine Staatskrise herauf, und Edward sah sich nach nur elf Monaten Amtszeit gezwungen, im Dezember abzudanken und mit Simpson ins Pariser Exil zu gehen. In der schweren Abdankungskrise erwies sich Elizabeth als verlässliche Stütze Alberts, der das Königsamt nie angestrebt hatte. Am 12. Mai 1937 wurde Albert nun als König Georg VI. feierlich gekrönt, die neue Königin Elizabeth an seiner Seite.

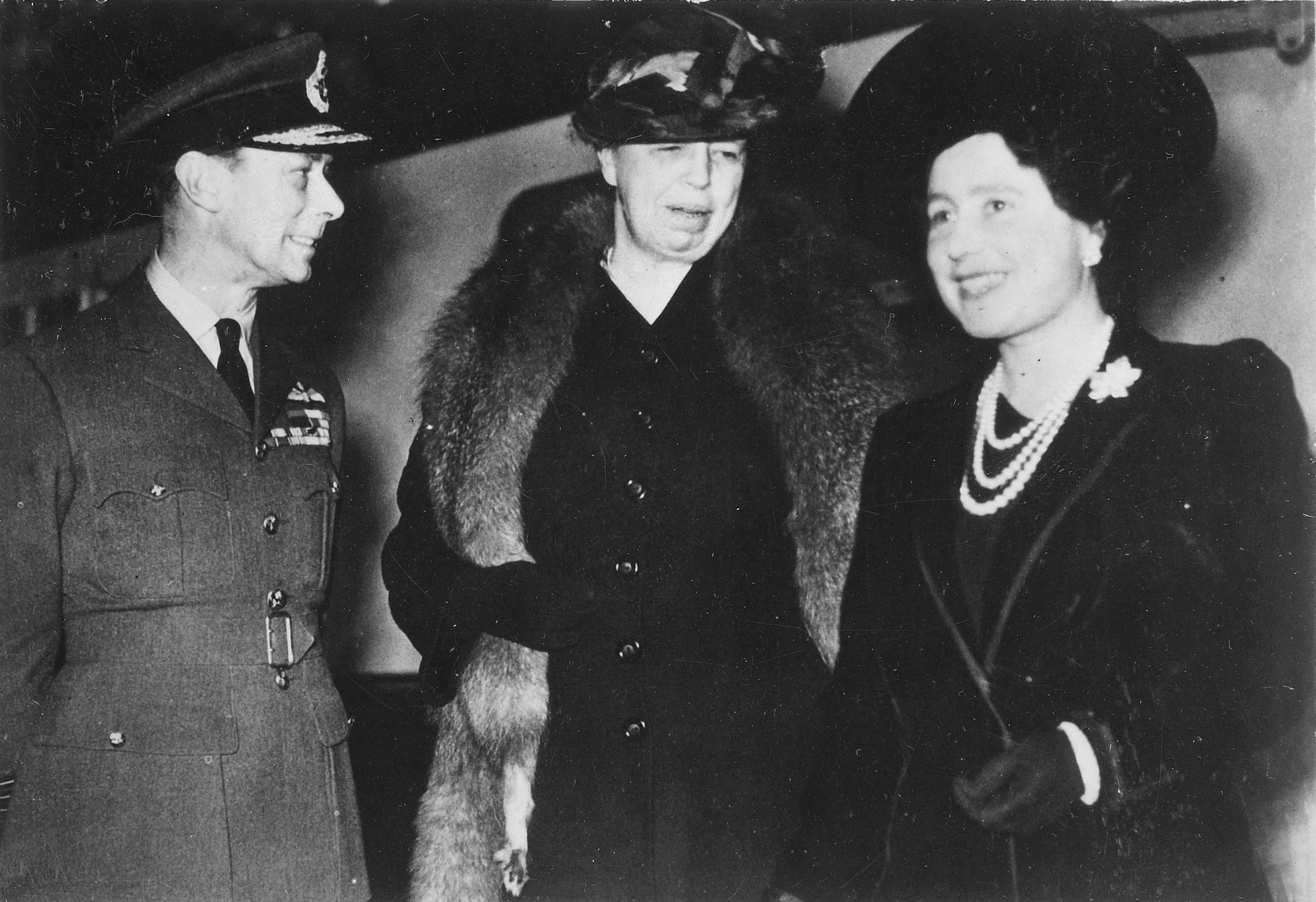
König Georg VI., Eleanor Roosevelt und Königin Elizabeth, London 1942

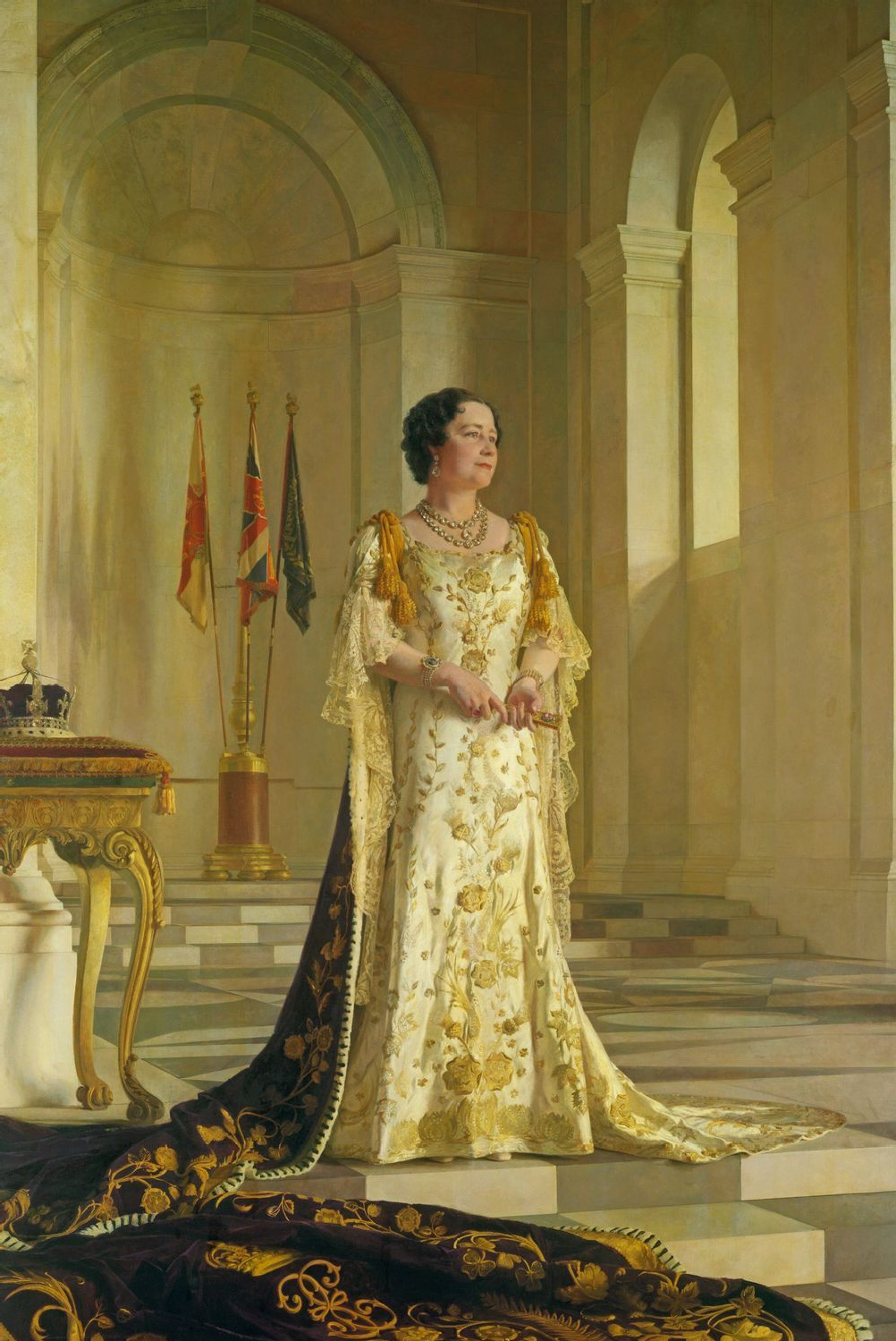
Queen Elizabeth im Krönungsornat
(Gemälde von Sir Gerald Festus Kelly, zwischen 1938 und 1945)

Am 3. September 1939 erklärte er den Radiohörern in Großbritannien und allen Dominions, warum das Empire nun in den Krieg gegen Hitler-Deutschland eintrete. Die Königsfamilie nahm intensiv Anteil an den Leiden der britischen Soldaten und der Zivilbevölkerung. 1940 riet man der Königsfamilie dazu, ins sichere Kanada zu übersiedeln. Elizabeth lehnte ab mit den Worten “The princesses cannot go without me, I cannot go without the King and the King will never go!” („Die Prinzessinnen können nicht ohne mich gehen, ich kann nicht ohne den König gehen, und der König wird niemals gehen!“) Von nun an blieben König und Königin in London und sprachen der notleidenden Bevölkerung Mut zu. Stets ließ sich das Königspaar die neuesten Informationen über Bombardements geben und besichtigte die Zerstörungen durch die deutschen Luftangriffe.
Als bei einem Bombardement Londons am 11. September 1940 der Buckingham Palace getroffen wurde, sprach die Königin am darauffolgenden Tag zu einem Soldaten die berühmten Worte: “I am almost glad we have been bombed. Now I feel I can look the East End in the face.” („Ich bin beinahe froh, dass wir bombardiert worden sind. Nun habe ich das Gefühl, dem East End ins Gesicht sehen zu können.“) Das East End war das Londoner Armenviertel und wurde am schwersten von den Bombardements der deutschen Luftwaffe getroffen. Wegen ihrer Fähigkeit, die Moral der britischen Bevölkerung zu stärken, soll Hitler Elizabeth als die gefährlichste Frau Europas bezeichnet haben (eine Originalquelle für diesen vielzitierten Satz ist nicht auffindbar.) Am 8. Mai 1945, dem Tag des Kriegsendes in Europa, ließ sich das Königspaar mit seinen beiden Töchtern und dem damaligen Premierminister Sir Winston Churchill (1874–1965) auf dem Balkon des Buckingham-Palastes vom Volk feiern.

### Königinmutter

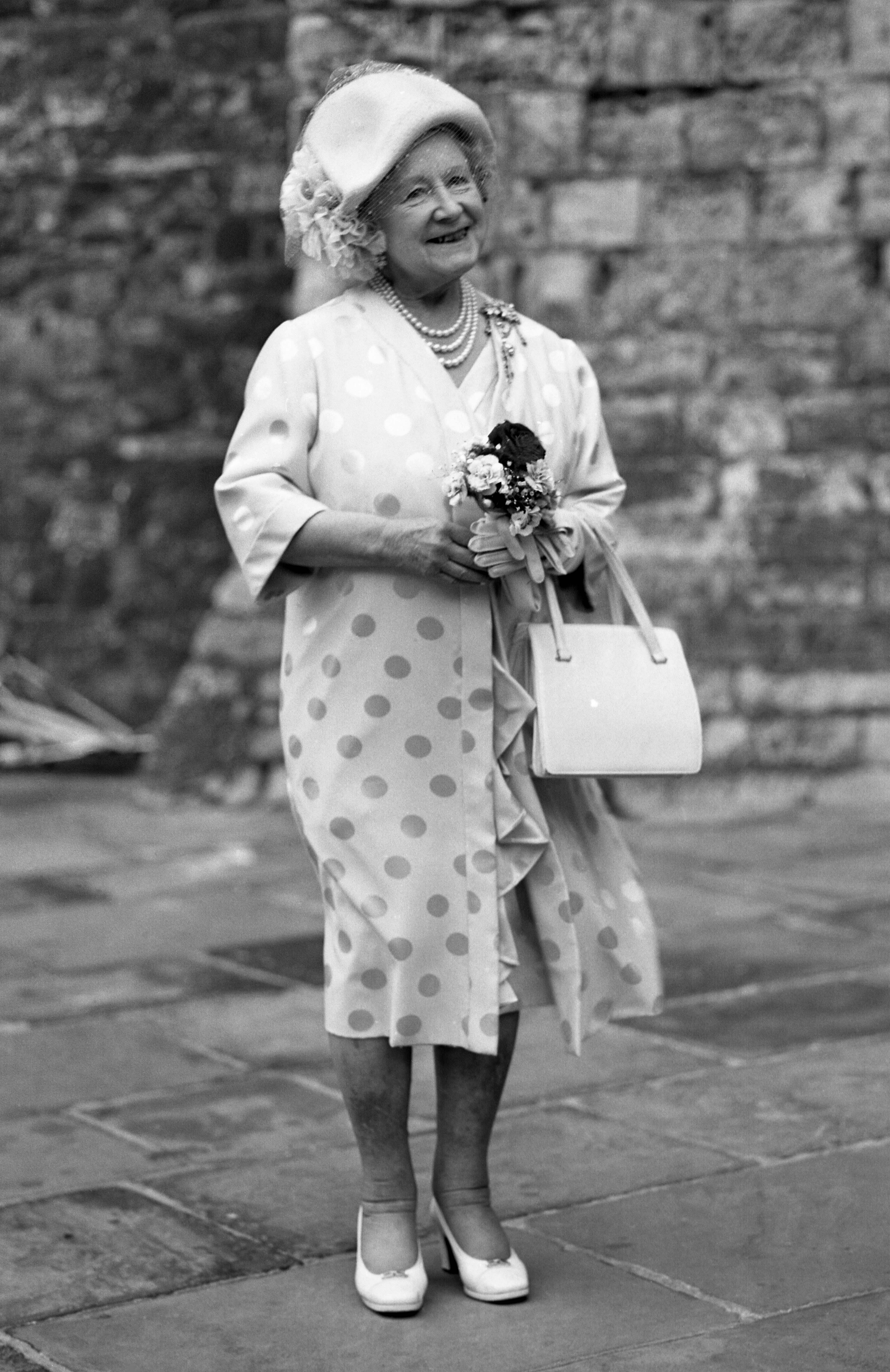
Queen Mum, Fotografie von Allan Warren

Am 6. Februar 1952 starb König Georg VI. im Alter von 56 Jahren nach einem Krebsleiden. Seine älteste Tochter, die zum Zeitpunkt des Todes ihres Vaters in seiner Vertretung mit ihrem Ehemann in Kenia offiziell auf Besuch war, kehrte als Königin zurück und bestieg als Elisabeth II. den britischen Thron.
Ihre Mutter, die erst 51-jährige nunmehrige Königswitwe Elizabeth, zog sich für fast ein Jahr aus der Öffentlichkeit zurück. Vorher ließ sie mitteilen, dass sie von nun an als Her Majesty Queen Elizabeth The Queen Mother (Ihre Majestät Königin Elizabeth, die Königinmutter) zu bezeichnen sei. 1952 kaufte sie im äußersten Norden Schottlands das Castle of Mey, das sie restaurieren ließ, um sich im August und im Oktober dorthin zurückziehen zu können. 1954 besuchte die Königinmutter die USA und Kanada, um Geld für eine Stiftung ihres verstorbenen Ehemanns zu sammeln. Vor der Reise sagte sie: „Wer will denn schon von einer königlichen Witwe mittleren Alters etwas wissen?“ Doch sie irrte sich – man jubelte ihr zu. Bis zu ihrem Tod blieb Queen Mum, wie man sie mittlerweile liebevoll nannte, das beliebteste Mitglied der Königsfamilie. Ab 1978 trug sie den Ehrentitel des Lord Warden of the Cinque Ports.
1995 und 1997 erhielt die Königinmutter künstliche Hüftgelenke. Noch mit 90 Jahren absolvierte sie insgesamt 160 öffentliche Auftritte im Jahr, und selbst in ihrem letzten Lebensjahr nahm sie 51 öffentliche Auftritte wahr. Am 4. August 2000 feierte sie ihren 100. Geburtstag, der mit einer großen Parade durch die Innenstadt von London zelebriert wurde. Vor ihr hatte in der weit über tausendjährigen Geschichte der englischen beziehungsweise britischen Monarchie noch nie ein Mitglied der Königsfamilie dieses Alter erreicht. Sie wurde nun allerdings zunehmend gebrechlicher, erlitt als 100-Jährige einen Schlüsselbeinbruch und wurde kurz vor ihrem 101. Geburtstag in ein Londoner Krankenhaus eingeliefert, wo sie wegen Anämie eine Bluttransfusion erhielt.
Als ihre jüngere Tochter Margaret, Countess of Snowdon, am 9. Februar 2002 nach jahrelanger Krankheit in London starb, flog die durch eine schwere Infektion der Bronchien bereits geschwächte Queen Mum mit einem Hubschrauber zur Beerdigung und konnte der Trauerfeier nur im Rollstuhl, und erstmals abgeschirmt von der Öffentlichkeit, beiwohnen.
Am 30. März 2002 – 50 Jahre nach ihrem Ehemann – starb sie im Alter von 101 Jahren in der Royal Lodge nahe Windsor Castle. Ihre Tochter Elisabeth II. war an ihrer Seite. Sie wurde in der Westminster Hall, der großen Halle des Parlamentsgebäudes, aufgebahrt. Mehrere hunderttausend Menschen nahmen dort Abschied von Queen Mum. Die offizielle Trauerfeier fand am 9. April 2002 in der Westminster Abbey statt. Mehrere Millionen Menschen flankierten den anschließenden Trauerzug von dort zur St George’s Chapel in Windsor Castle, wo sie an der Seite ihres Ehemanns beigesetzt wurde. Von 1953 bis zu ihrem Tod hatte sie in Clarence House residiert.
Auf ihren Wunsch hin wurde der Blumenkranz, der auf ihrem Sarg gelegen hatte, nach der Beisetzung auf das Grab des Unbekannten Soldaten in der Westminster Abbey gelegt, in einer Geste, die an ihre Ehrung an ihrem Hochzeitstag 79 Jahre zuvor erinnerte.

## Rezeption
In der Öffentlichkeit war „Queen Mum“ für ihren Humor bekannt und beliebt. Legendär war ihr Zuspruch für alkoholische Getränke, Champagner, Martinis, Portwein und ganz besonders Gin. Noch im hohen Alter soll sie täglich mindestens ein Glas Gin Tonic konsumiert haben. Daneben hatte sie wie ein Großteil der Mitglieder ihrer Familie eine Vorliebe für Pferde und Pferdesport, wobei sie insbesondere gerne auf Pferde wettete.
In Film und Fernsehen wurde Königin Elizabeth unter anderem von Helena Bonham Carter (The King’s Speech), Sylvia Syms (Die Queen), Emily Watson (A royal Night), Olivia Colman (Hyde Park am Hudson) und Juliet Aubrey (Bertie and Elizabeth) dargestellt. In der Netflix-Serie The Crown stellten Victoria Hamilton, Marion Bailey und Marcia Warren die Königinmutter in verschiedenen Lebensabschnitten dar. In der satirischen Puppen-Serie Spitting Image kam „Queen Mum“ regelmäßig als senile alte Dame mit Hang zu Gin vor.

## Nachkommen
| Nachkommen Elizabeth Bowes-Lyons | Nachkommen Elizabeth Bowes-Lyons                                                                        | Nachkommen Elizabeth Bowes-Lyons                                                                        | Nachkommen Elizabeth Bowes-Lyons                                                          | Nachkommen Elizabeth Bowes-Lyons                                                          | Nachkommen Elizabeth Bowes-Lyons                                                     | Nachkommen Elizabeth Bowes-Lyons                                                 | Nachkommen Elizabeth Bowes-Lyons                                        | Nachkommen Elizabeth Bowes-Lyons                                        | Nachkommen Elizabeth Bowes-Lyons                                            | Nachkommen Elizabeth Bowes-Lyons                                            | Nachkommen Elizabeth Bowes-Lyons                                            | Nachkommen Elizabeth Bowes-Lyons                                            |
| -------------------------------- | --- | --- | ----------------------------------------------------------------------------------------- | ----------------------------------------------------------------------------------------- | ------------------------------------------------------------------------------------ | -------------------------------------------------------------------------------- | ----------------------------------------------------------------------- | ----------------------------------------------------------------------- | --------------------------------------------------------------------------- | --------------------------------------------------------------------------- | --------------------------------------------------------------------------- | --------------------------------------------------------------------------- |
| Kinder                           | Königin Elisabeth II. (1926–2022) ⚭ 1947 Philip Mountbatten (1921–2021)                                 | Königin Elisabeth II. (1926–2022) ⚭ 1947 Philip Mountbatten (1921–2021)                                 | Königin Elisabeth II. (1926–2022) ⚭ 1947 Philip Mountbatten (1921–2021)                   | Königin Elisabeth II. (1926–2022) ⚭ 1947 Philip Mountbatten (1921–2021)                   | Königin Elisabeth II. (1926–2022) ⚭ 1947 Philip Mountbatten (1921–2021)              | Königin Elisabeth II. (1926–2022) ⚭ 1947 Philip Mountbatten (1921–2021)          | Königin Elisabeth II. (1926–2022) ⚭ 1947 Philip Mountbatten (1921–2021) | Königin Elisabeth II. (1926–2022) ⚭ 1947 Philip Mountbatten (1921–2021) | Margaret Windsor (1930–2002) ⚭ 1960–1978 Antony Armstrong-Jones (1930–2017) | Margaret Windsor (1930–2002) ⚭ 1960–1978 Antony Armstrong-Jones (1930–2017) | Margaret Windsor (1930–2002) ⚭ 1960–1978 Antony Armstrong-Jones (1930–2017) | Margaret Windsor (1930–2002) ⚭ 1960–1978 Antony Armstrong-Jones (1930–2017) |
| Enkel                            | König Charles III. (* 1948) (1) ⚭ 1981–1996 Diana Spencer (1961–1997) (2) ⚭ 2005 Camilla Shand (* 1947) | König Charles III. (* 1948) (1) ⚭ 1981–1996 Diana Spencer (1961–1997) (2) ⚭ 2005 Camilla Shand (* 1947) | Anne (* 1950) (1) ⚭ 1973–1992 Mark Phillips (* 1948) (2) ⚭ 1992 Timothy Laurence (* 1955) | Anne (* 1950) (1) ⚭ 1973–1992 Mark Phillips (* 1948) (2) ⚭ 1992 Timothy Laurence (* 1955) | Andrew (* 1960) ⚭ 1986–1996 Sarah Ferguson (* 1959)                                  | Andrew (* 1960) ⚭ 1986–1996 Sarah Ferguson (* 1959)                              | Edward (* 1964) ⚭ 1999 Sophie Rhys-Jones (* 1965)                       | Edward (* 1964) ⚭ 1999 Sophie Rhys-Jones (* 1965)                       | David Armstrong-Jones (* 1961) ⚭ 1993 Serena Stanhope (* 1970)              | David Armstrong-Jones (* 1961) ⚭ 1993 Serena Stanhope (* 1970)              | Sarah Armstrong-Jones (* 1964) ⚭ 1994 Daniel Chatto (* 1957)                | Sarah Armstrong-Jones (* 1964) ⚭ 1994 Daniel Chatto (* 1957)                |
| Urenkel                          | (aus 1) William (* 1982) ⚭ 2011 Catherine Middleton (* 1982)                                            | (aus 1) Harry (* 1984) ⚭ 2018 Meghan Markle (* 1981)                                                    | (aus 1) Peter Phillips (* 1977) ⚭ 2008–2021 Autumn Kelly (* 1978)                         | (aus 1) Zara Phillips (* 1981) ⚭ 2011 Mike Tindall (* 1978)                               | Beatrice (* 1988) ⚭ 2020 Edoardo Mapelli Mozzi (* 1983)                              | Eugenie (* 1990) ⚭ 2018 Jack Brooksbank (* 1986)                                 | Louise (* 2003)                                                         | James (* 2007)                                                          | Charles Armstrong-Jones (* 1999)                                            | Margarita Armstrong-Jones (* 2002)                                          | Samuel Chatto (* 1996)                                                      | Arthur Chatto (* 1999)                                                      |
| Ururenkel                        | George (* 2013) Charlotte (* 2015) Louis (* 2018)                                                       | Archie Mountbatten-Windsor (* 2019) Lilibet Mountbatten-Windsor (* 2021)                                | Savannah Phillips (* 2010) Isla Elizabeth Phillips (* 2012)                               | Mia Grace Tindall (* 2014) Lena Elizabeth Tindall (* 2018) Lucas Philip Tindall (* 2021)  | Sienna Elizabeth Mapelli Mozzi (* 2021) Athena Elizabeth Rose Mapelli Mozzi (* 2025) | August Philip Hawke Brooksbank (* 2021) Ernest George Ronnie Brooksbank (* 2023) |                                                                         |                                                                         |                                                                             |                                                                             |                                                                             |                                                                             |

## Titulatur (Style)

Königliches Wappen der Elizabeth Bowes-Lyon

Königliche Standarte

Monogramm

- The Honourable Elizabeth Bowes-Lyon (4. August 1900 bis 16. Februar 1904)
- The Lady Elizabeth Bowes-Lyon (16. Februar 1904 bis 26. April 1923)
- Her Royal Highness The Duchess of York (26. April 1923 bis 11. Dezember 1936)
- Her Imperial Majesty The Queen-Empress (11. Dezember 1936 bis 14. August 1947)
- Her Majesty The Queen (11. Dezember 1936 bis 6. Februar 1952)
- Her Majesty Queen Elizabeth, The Queen Mother (6. Februar 1952 bis 30. März 2002)

## Orden und Ehrenzeichen
| Jahr | Staat                  | Orden/Ehrenzeichen                              | Klasse                            |
| ---- | ---------------------- | ----------------------------------------------- | --------------------------------- |
| 1923 | Vereinigtes Königreich | Royal Family Order of King George V             | Mitglied 2. Klasse                |
| 1923 | Jugoslawien            | St.-Sava-Orden                                  | Großkreuz                         |
| 1926 | Vereinigtes Königreich | Order of Saint John                             | Dame Grand Cross                  |
| 1927 | Vereinigtes Königreich | Order of the British Empire                     | Dame Grand Cross                  |
| 1928 | Afghanistan            | Order of Lernor Ala                             | Großkreuz                         |
| 1931 | Vereinigtes Königreich | Order of the Crown of India                     | Companion                         |
| 1936 | Vereinigtes Königreich | Hosenbandorden                                  | Lady                              |
| 1936 | Vereinigtes Königreich | Royal Red Cross                                 |                                   |
| 1937 | Vereinigtes Königreich | Royal Victorian Order                           | Grand Master and Dame Grand Cross |
| 1937 | Vereinigtes Königreich | Royal Family Order of King George VI            | Mitglied 1. Klasse                |
| 1937 | Vereinigtes Königreich | Distelorden                                     | Supernumerary Lady                |
| 1937 | Vereinigtes Königreich | Royal Victorian Chain                           |                                   |
| 1938 | Frankreich             | Légion d’honneur                                | Großkreuz                         |
| 1938 | Rumänien               | Orden der Krone von Rumänien                    | Großkreuz                         |
| 1938 | Griechenland           | Orden der Heiligen Olga und der Heiligen Sophia | Großkreuz                         |
| 1942 | Norwegen               | Kriegskreuz                                     |                                   |
| 1946 | Nepal                  | Most Glorious Order of Ojaswi Rajanya           | Großkreuz                         |
| 1950 | Niederlande            | Orden vom Niederländischen Löwen                | Großkreuz                         |
| 1952 | Vereinigtes Königreich | Royal Family Order of Queen Elizabeth II        | Mitglied                          |
| 1960 | Peru                   | Orden El Sol del Perú                           | Großkreuz                         |
| 1961 | Tunesien               | Orden der Unabhängigkeit                        | Großkreuz                         |
| 1990 | Neuseeland             | Order of New Zealand                            | Additional Member                 |
| 2000 | Kanada                 | Order of Canada                                 | Honorary Companion                |